# الاتحاد الألماني للدراجات
الاتحاد الألماني للدراجات أو BDR (بالألمانية: Bund Deutscher Radfahrer) هو الهيئة الحاكمة الوطنية لسباق الدراجات في ألمانيا.
الاتحاد الألماني للدراجات هو عضو في الاتحاد الدولي للدراجات وUEC.

## التاريخ
تم إنشاء الاتحاد الألماني للدراجات لأول مرة في عام 1884 في لايبزيغ، ولكن تم حلها لاحقًا في عام 1933 بعد قانون التمكين لعام 1933، الذي أعطى هتلر السيطرة الديكتاتورية بشكل قانوني على ألمانيا. ال دويتشر Radfahrer-Verband (DRV)، وهي وحدة (Fachamt) من الهيئة الرياضية النازية تولت المسؤولية، حتى تم حلها في 31 مايو 1945 لكونها فرعًا لمنظمة نازية.
أعيد تأسيس الاتحاد الألماني للدراجات في 21 نوفمبر 1948.
في ألمانيا الشرقية، تم إنشاء قسم الدراجات في Deutscher Sportausschuss ، الهيئة الرياضية في DDR ، في عام 1946. في عام 1957 تم تغيير اسمها إلى Deutscher Radsport-Verband der DDR (DRSV)، «اتحاد الدراجات الألماني الشرقي»، الذي كان مسؤولاً عن الرياضة حتى اندماج البلدين في 7 ديسمبر 1990.
منذ عام 2005، كان رئيس الاتحاد الألماني للدراجات عو وزير الدفاع الاتحادي السابق رودولف شاربينغ. بين عامي 2001 و2005، قادت لاعبة المضمار والميدان السابقة سيلفيا شينك BDR.

## روابط خارجية
- الموقع الرسمي لاتحاد الدراجات الألماني